# 伊東町
伊東町（いとうまち）は静岡県の東部、田方郡に属していた町である。

## 地理
- 山：城山

## 歴史

### 町名の由来
伊豆国東部にあることから。

### 沿革
- 1889年（明治22年）4月1日 - 町村制の施行により、玖須美村、岡村、新井村、湯川村、松原村、鎌田村が合併して賀茂郡伊東村が発足。
- 1896年（明治29年）4月1日 - 郡制の施行により所属郡が田方郡に変更。
- 1906年（明治39年）1月1日 - 伊東村が町制施行して伊東町となる。
- 1947年（昭和22年）8月10日 - 小室村と新設合併して伊東市が発足。同日伊東町廃止。

## 交通

### 鉄道路線
- 国有鉄道
  - 伊東線
    - 伊東駅

現在は旧町域内に南伊東駅が所在するが、当時は未開業。